# Heinz Nehrling
Heinz Nehrling (* 31. März 1928 in Weimar; † 24. November 2004 in Voerde) war ein deutscher Volkswirt und Politiker (SPD).

## Leben
Heinz Nehrling wurde als Sohn des Verwaltungsbeamten und Sozialdemokraten Kurt Nehrling im thüringischen Weimar geboren. Er besuchte das dortige Realgymnasium, musste die schulische Laufbahn aber 1943 aufgrund seiner Dienstverpflichtung zum Luftwaffenhelfer unterbrechen. Im gleichen Jahr wurde sein Vater als Mitglied der Weimarer Widerstandsgruppe Nehrling-Eberling im KZ Dachau hingerichtet. Von 1944 bis 1945 nahm Nehrling als Soldat am Zweiten Weltkrieg teil.
Nach dem Kriegsende setzte er seine Schullaufbahn fort. Er legte 1946 das Abitur ab und begann ein Studium der Volks- und Betriebswirtschaft an der Friedrich-Schiller-Universität Jena, das er 1948 mit der Prüfung zum Diplom-Kaufmann abschloss. 1950 wurde er zum Dr. rer. pol. promoviert (Dissertation: Elemente des betriebswirtschaftlichen Funktionskreises Vertrieb). Im Anschluss an sein Studium arbeitete er als Revisor, Revisionsleiter und Verkaufsdirektor bei der Handelsorganisation (HO) in Suhl.
Nach dem Aufstand des 17. Juni siedelte Nehrling noch im Jahre 1953 nach Westdeutschland über und ließ sich in Essen nieder, wo er bis 1954 in der Privatwirtschaft arbeitete. Von 1955 bis 1958 lehrte er freiberuflich als Betriebsberater und Dozent an Fachschulen. Von 1958 bis 1963 war er bei der Anker-Werke AG in Bielefeld angestellt. Danach wirkte er bis 1965 als freiberuflicher Organisations- und Betriebsberater. In dieser Zeit verlegte er seinen Wohnsitz nach Oberhausen.
Nehrling trat in die SPD ein, war Mitglied des Oberhausener SPD-Unterbezirksvorstandes und wurde 1970 in den Landesvorstand der SPD Nordrhein-Westfalen gewählt, dem er bis 1975 angehörte. Von 1964 bis 1974 war er Ratsmitglied der Stadt Oberhausen. Bei der Landtagswahl 1962 wurde er erstmals in den Nordrhein-Westfälischen Landtag gewählt, dem er bis zu seiner Mandatsniederlegung am 19. Februar 1973 als Fraktionsgeschäftsführer angehörte. Hier war er von 1966 bis 1973 stellvertretender Vorsitzender des Wirtschaftsausschusses und von 1967 bis 1973 Parlamentarischer Geschäftsführer der SPD-Fraktion. Darüber hinaus war er von 1969 bis 1974 Mitglied des WDR-Rundfunkrates.
Nehrling amtierte von 1973 bis 1974 als Staatssekretär im Ministerium für Bundesangelegenheiten in der von Ministerpräsident Heinz Kühn geleiteten Regierung des Landes Nordrhein-Westfalen. Er wurde 1974 zum Staatssekretär im Ministerium für Wirtschaft, Mittelstand und Verkehr mit Sitz in Düsseldorf ernannt und behielt diese Funktion auch unter Ministerpräsident Johannes Rau. Von 1985 bis 1990 war er Staatssekretär im Ministerium für Stadtentwicklung, Wohnen und Verkehr und von 1990 bis 1993 dann Staatssekretär im neuzugeschnittenen Ministerium für Stadtentwicklung und Verkehr. Während seiner Zeit als Staatssekretär bekleidete Nehrling zahlreiche Aufsichtsratsmandate in verschiedenen Unternehmen der Infrastruktur, unter anderem war er Aufsichtsratsvorsitzender der Flughafen Düsseldorf GmbH, Aufsichtsratsmitglied der Internationalen Bauausstellung Emscher Park GmbH sowie stellvertretender Aufsichtsratsvorsitzender der Duisburg-Ruhrorter Häfen AG.
Nehrling lebte in der Beginenstraße in Voerde. Nach der politischen Wende in der DDR setzte er sich für den Wiederaufbau der SPD in Weimar ein, wo er zunächst einen Zweitwohnsitz unterhielt und sich dann vollends niederließ.
Heinz Nehrling war verheiratet und hatte zwei Kinder. Er wurde auf dem Weimarer Hauptfriedhof beigesetzt.

## Ehrungen
- 1977: Verdienstkreuz 1. Klasse der Bundesrepublik Deutschland
- 1987: Großes Verdienstkreuz mit Stern der Bundesrepublik Deutschland